# Галерея Академии (Флоренция)
Галерея Академии во Флоренции (итал. La Galleria dell'Accademia di Firenze)— национальный художественный музей, расположенный во Флоренции, столице Тосканы, Италия, на улице Виа Рикасоли (Via Ricasoli) рядом с Академией изящных искусств.
В галерее представлено самое большое в мире собрание: семь скульптур Микеланджело, включая знаменитого Давида и незавершённые статуи «рабов». В музее также находятся одна из крупнейших в мире коллекций тосканской живописи (пинакотека), Музей музыкальных инструментов, где выставлены многие артефакты, принадлежащие исторической коллекции консерватории Луиджи Керубини.
Галерея принадлежит Министерству культуры, которое с 2014 года включило её в число музейных учреждений с особой автономией. В 2022 году было зарегистрировано 1 428 369 посетителей, что сделало его вторым по посещаемости музеем в Италии.

## История
В 1784 году в помещениях Оспедале Сан-Маттео и монастыря Сан-Никколо-ди-Кафаджо великий герцог Пьер Леопольд II Лотарингский основал новую Академию изящных искусств, объединив различные учреждения, в том числе старинную Академию рисунка, основанную в 1563 году Джорджо Вазари при Козимо I Медичи. Новое учреждение, предназначенное для обучения рисунку, живописи и скульптуре, было снабжено галереей, где ученики могли найти произведения искусства (оригиналы и репродукции), на которых можно было основывать свои знания и навыки. В здании были размещены гипсовые слепки античных статуй (моделло), рисунки и картины старших мастеров.
Вначале ядро галереи составляли две грандиозные оригинальные гипсовые модели скульптора Джамболоньи («Похищение сабинянок», которая до настоящего времени находится на месте, и «Аллегория Флоренции, господствующей над Пизой», которая теперь находится в Палаццо Веккьо), серию современных гипсовых слепков с классических произведений и картинную галерею, возникшую из коллекций Академии рисунка.

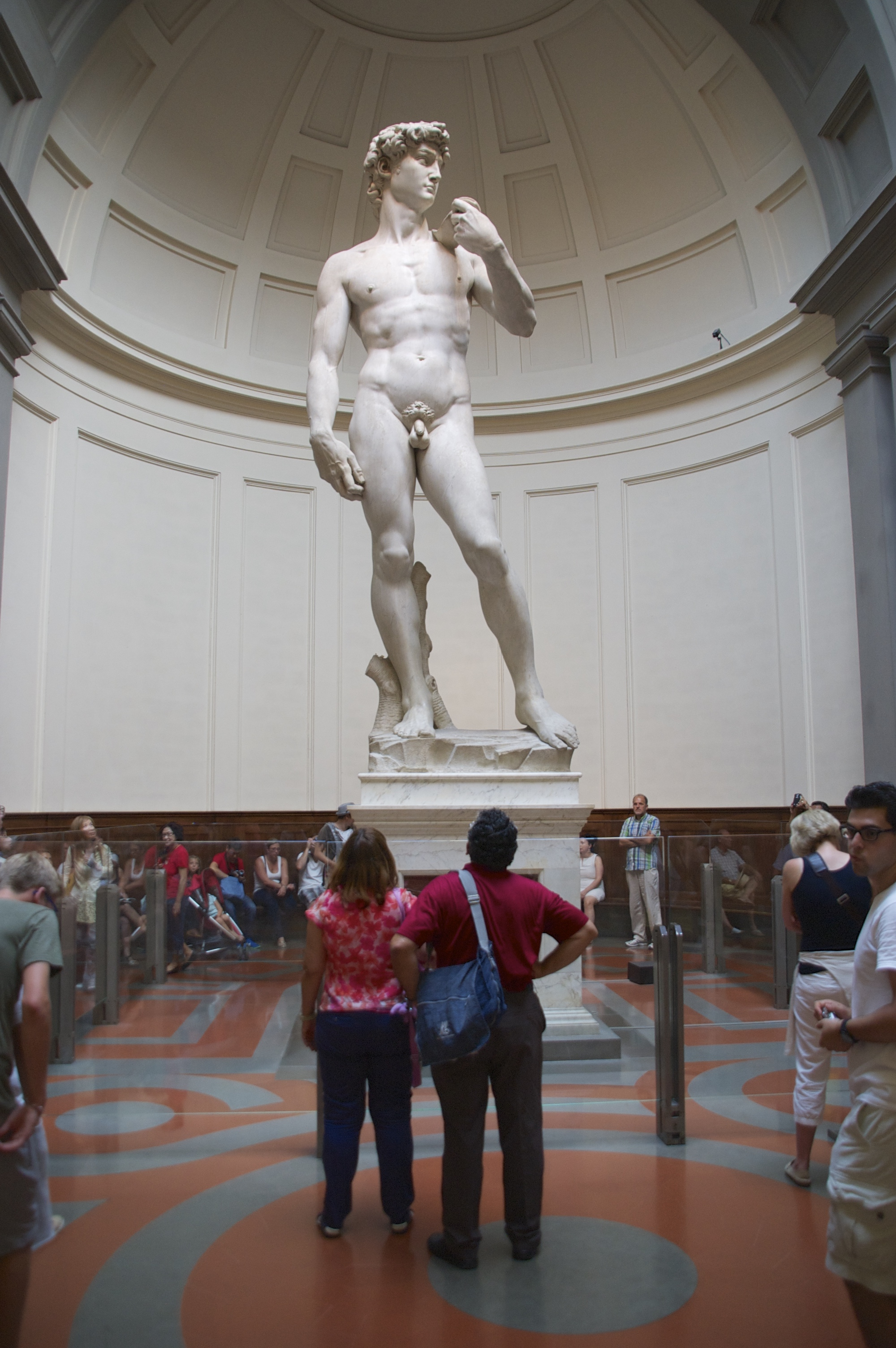
Давид Микеланджело в трибуне галереи

Вскоре собрание пополнилось картинами из монастырей, скитов и других религиозных учреждений, упраздненных Петром Леопольдом в 1786 году и, в некоторой степени, Наполеоном в 1810 году. В коллекцию вошли такие шедевры, как «Маэста» Чимабуэ и Джотто, «Святая Анна Меттерца» Мазаччо и Мазолино, «Поклонение волхвов» Джентиле да Фабриано, «Крещение Христа» Верроккьо и Леонардо, «Ужин в Эммаусе» Понтормо и многие другие, например «Благовещение» Лоренцо Монако и «Пьета» Джованни да Милано, «Весна» Боттичелли.
Академия подверглась наполеоновскому разграблению, совершённому директором Лувра Виваном Деноном, которое продолжалось с 1798 по 1815 год во время французской оккупации. После поражения Бонапарта и Венского конгресса скульптор Антонио Канова пытался вернуть многие произведения, но не смог вернуть всё. В 1811 году картина Андреа дель Кастаньо «Святой Иоанн Креститель между святыми Антонием Падуанским и Антонием Аббатом» была перевезена для экспозиции в Музей Наполеона, а затем в 1872 году перенесена в Музей Баньер-де-Бигор. В 1812 году картина Боттичелли «Мадонна с Младенцем и четырьмя ангелами» была отправлена в Музей Наполеона. В 1813 году картина «Мадонна с Младенцем», написанная Эмполи, также была отправлена в Париж, в Музей Наполеона, а затем в 1919 году в замок Мезон-Лаффит. В Академии также хранились «Алтарь Барбадори» Филиппо Липпи и «Принесение Младенца в храм» Джентиле да Фабриано, обе картины были отправлены в Лувр.
Впоследствии Галерея осуществила новые приобретения. Важность новых приобретений зафиксирована в описи 1817 года. В том же году Пьетро Леопольдо решил, что работы, награждённые на трёхгодичных академических конкурсах живописи и скульптуры, также должны быть выставлены в галерее.
Однако экспозиция музея была далека от современных стандартов: картины были развешены по стенам в совершенном беспорядке. Лишь в 1841 году благодаря президенту Академии Антонио Рамиресу де Монтальво произведения были распределены в хронологической последовательности. После того как Флоренция стала столицей Италии (в 1865—1871 годах) во всех городских музеях произошли значительные изменения, затронувшие и Галерею Академии, в которой современный отдел был расширен ста сорока шестью работами, ранее находившимися в галерее дворца Крочетта. Они были размещены в шести небольших комнатах на первом этаже. С этого времени Галерея стала называться Галереей древности и современности (Galleria Antica e Moderna) и стала первым музеем современного искусства нового национального государства. В то время современные произведения вызывали особый интерес, и многие отправляли запросы на копии, чтобы быть в курсе последних тенденций.
1872 год стал поворотным моментом в истории музея, когда было решено перенести сюда «Давида» Микеланджело, избавив его от опасностей, связанных с его расположением на открытом воздухе на площади Синьории. Для большой статуи архитектору Эмилио де Фабрису было поручено построить новую трибуну в конце Галереи старинной живописи, с собственным освещением, обеспечиваемым верхним световым люком. В августе 1873 года статую поместили в сложную деревянную карету и по рельсам провезли по улицам города к Академии, где она оставалась закрытой в своём футляре в течение девяти лет, ожидая завершения работ над трибуной.
В 1875 году, в рамках празднования четырёхсотлетия со дня рождения Микеланджело, было решено создать выставку гипсовых слепков его скульптурных шедевров, которая, естественно, должна была разместиться в Галерее академии, а её центром стал бы «Давид». Для этой цели была изменена конструкция трибуны, которая была снабжена двумя боковыми рукавами, соединявшими две галереи, до того отдельные, — Анджелико (то есть ту, которая уже называлась Галереей древних картин) и Перуджино (которая называлась Галереей больших картин). По этому случаю Давида временно распаковали внутри трибуны, прикрыв занавесками пространство над балдахином, которое всё ещё находилось в стадии строительства.
22 июля 1882 года «музей Микеланджело» наконец был открыт. Вокруг Давида были размещены слепки скульптур гробницы Медичи, Моисея, Ватиканской Пьеты, Пьеты Ронданини, Христа из церкви Санта-Мария-сопра-Минерва и «Рабов».
Позднее под руководством Козимо Ридольфи (1890—1903) была проведена реконструкция галереи, были подготовлены новые деревянные стены, чтобы отделить искусство XIV и XV веков от искусства XVII века. Кроме того, рядом с левым крылом трибуны были созданы три новых зала. В 1914 году по новому соглашению между государством и муниципалитетом, все коллекции современного искусства были объединены и с 1920 года переданы в Палаццо Питти — Галерею современного искусства. Произведения, не отобранные для нового музея, были рассредоточены по различным хранилищам. Затем в 1919 году, в связи с реорганизацией всех коллекций города, капитальные произведения художников флорентийской школы были переданы в Уффици, и, наконец, в 1922 году работы фра Беато Анджелико были направлены в молодой Музей Сан-Марко. С переносом современных работ галерея уже не могла называться «Древней и современной», а стала Галереей Академии и, в течение нескольких лет, называлась Музеем Микеланджело.
В начале ХХ века в связи с полемикой об уместности гипсовых слепков в музее многие копии скульптур Микеланджело были перенесены, в частности, в Галерею гипсовых слепков Художественного института в Порта Романа и в провинциальные хранилища.

## Знаменитые произведения Галереи Академии

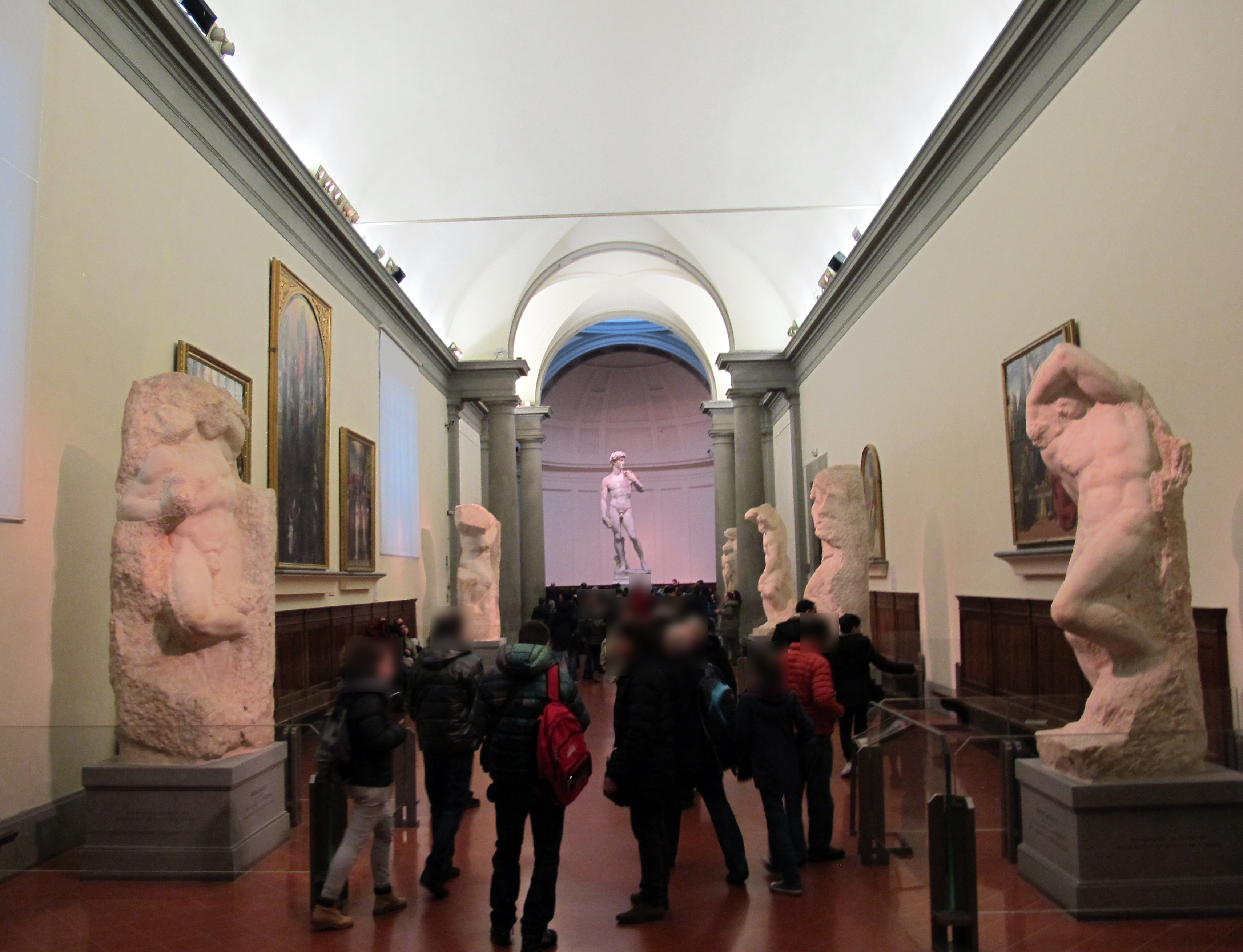
Галерея Микеланджело
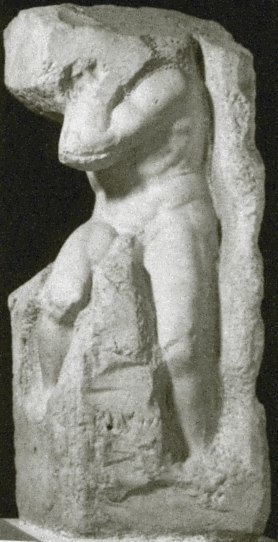
Микеланджело Буонарроти. Атлант. 1530. Мрамор
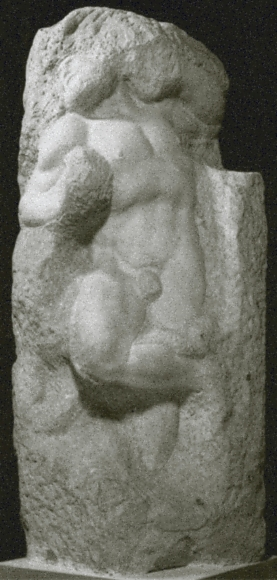
Микеланджело Буонарроти. Пробуждающийся раб. 1519. Мрамор
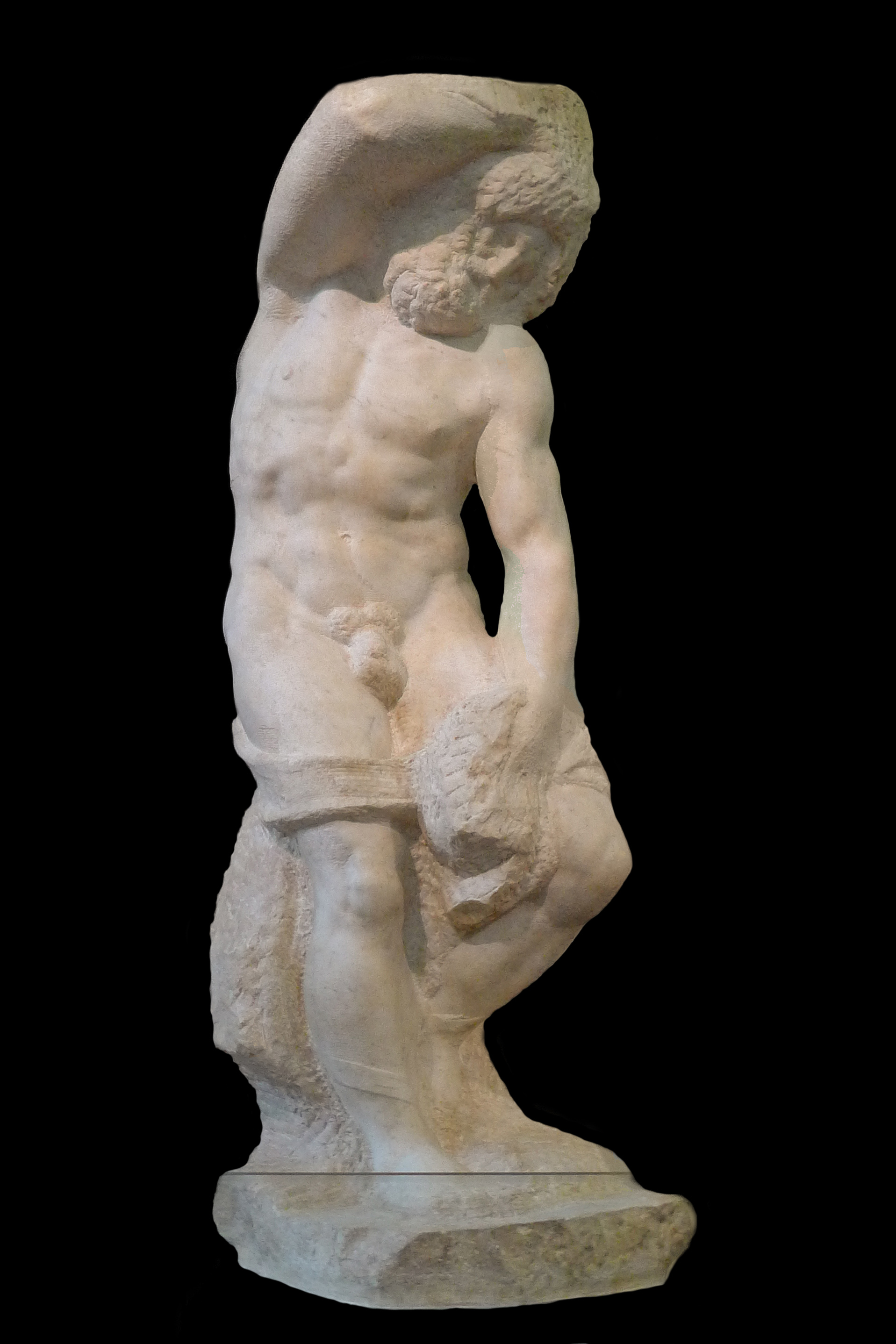
Микеланджело Буонарроти. Бородатый раб. 1519. Мрамор
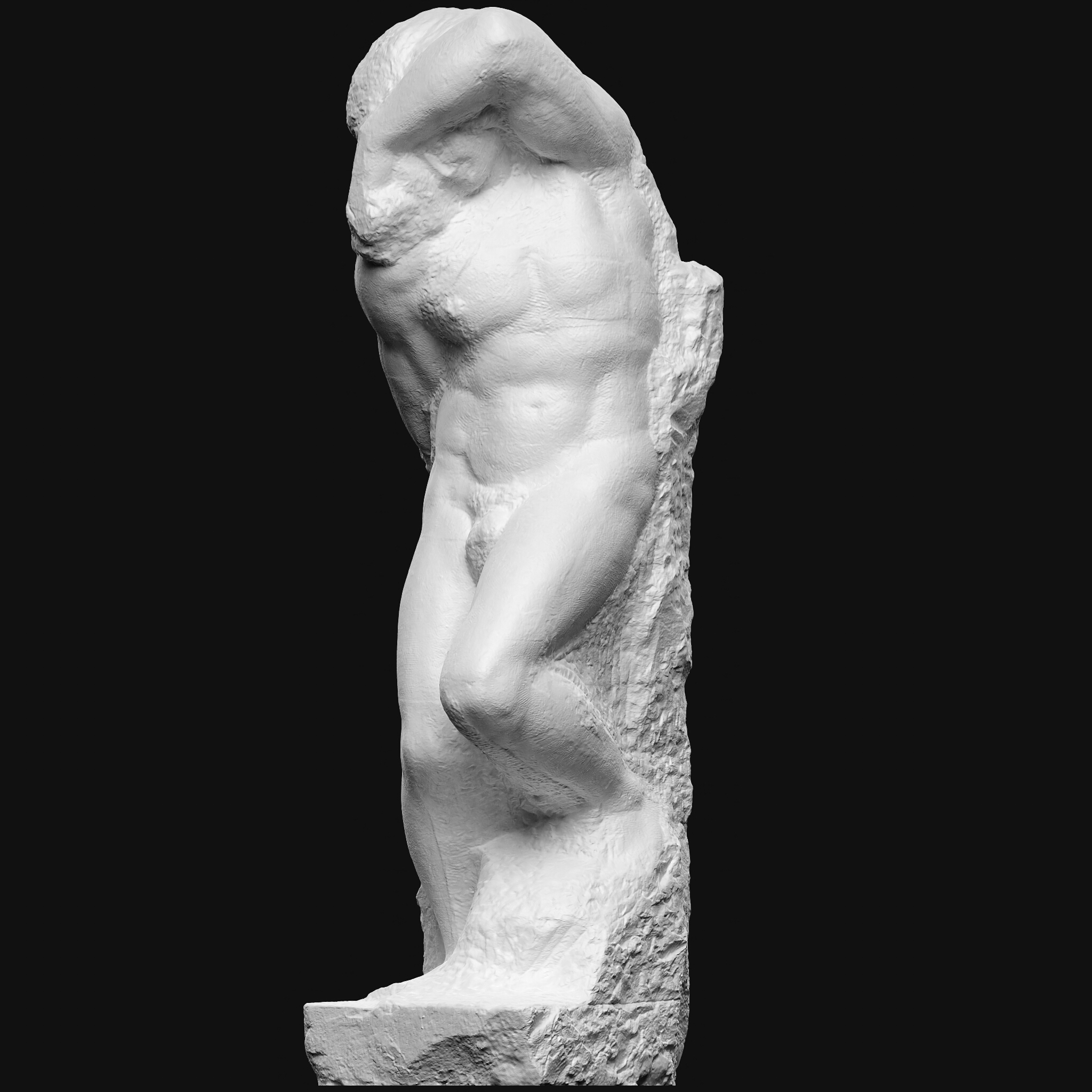
Микеланджело Буонарроти. Молодой раб. 1519. Мрамор
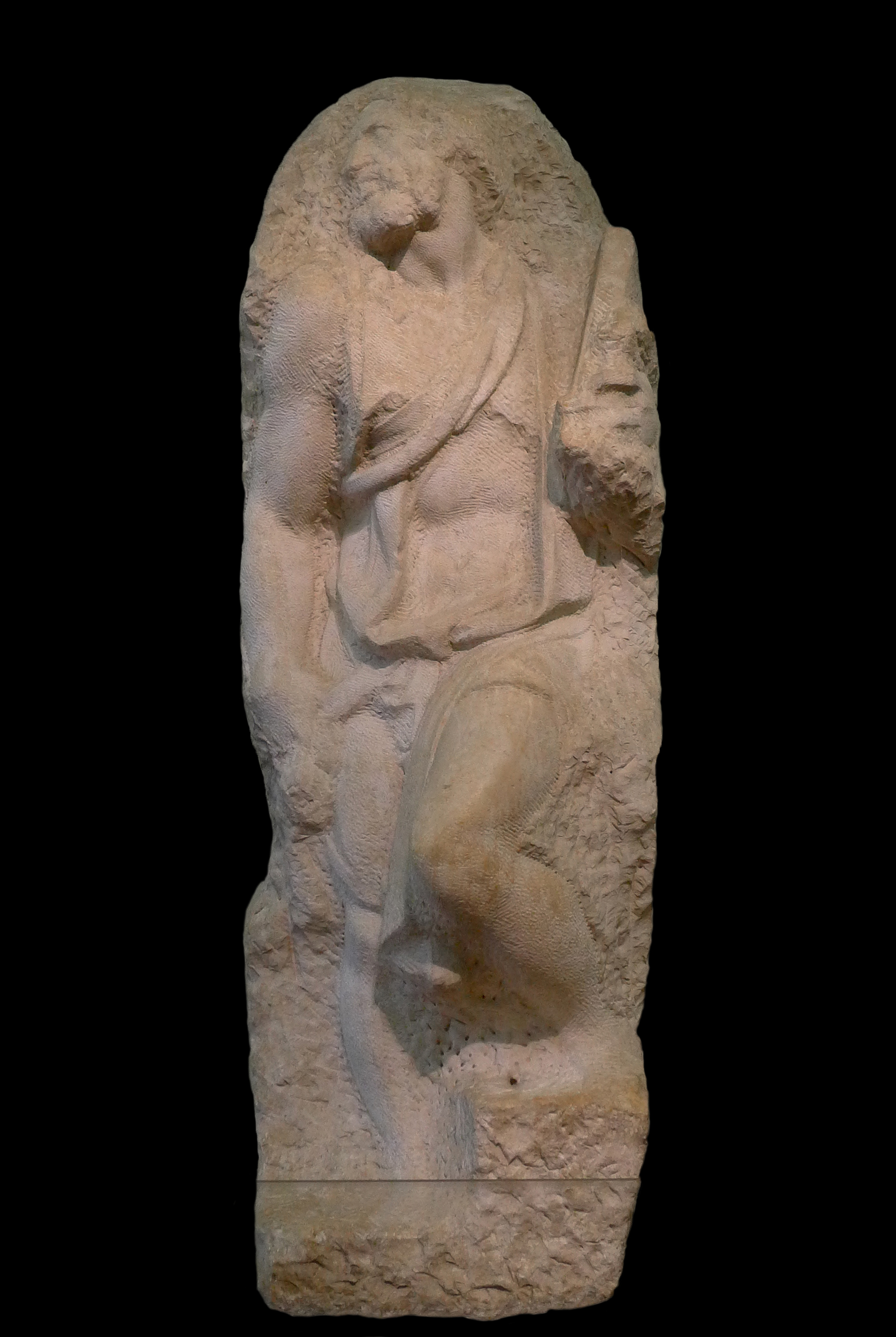
Микеланджело Буонарроти. Святой Матфей. 1505. Мрамор
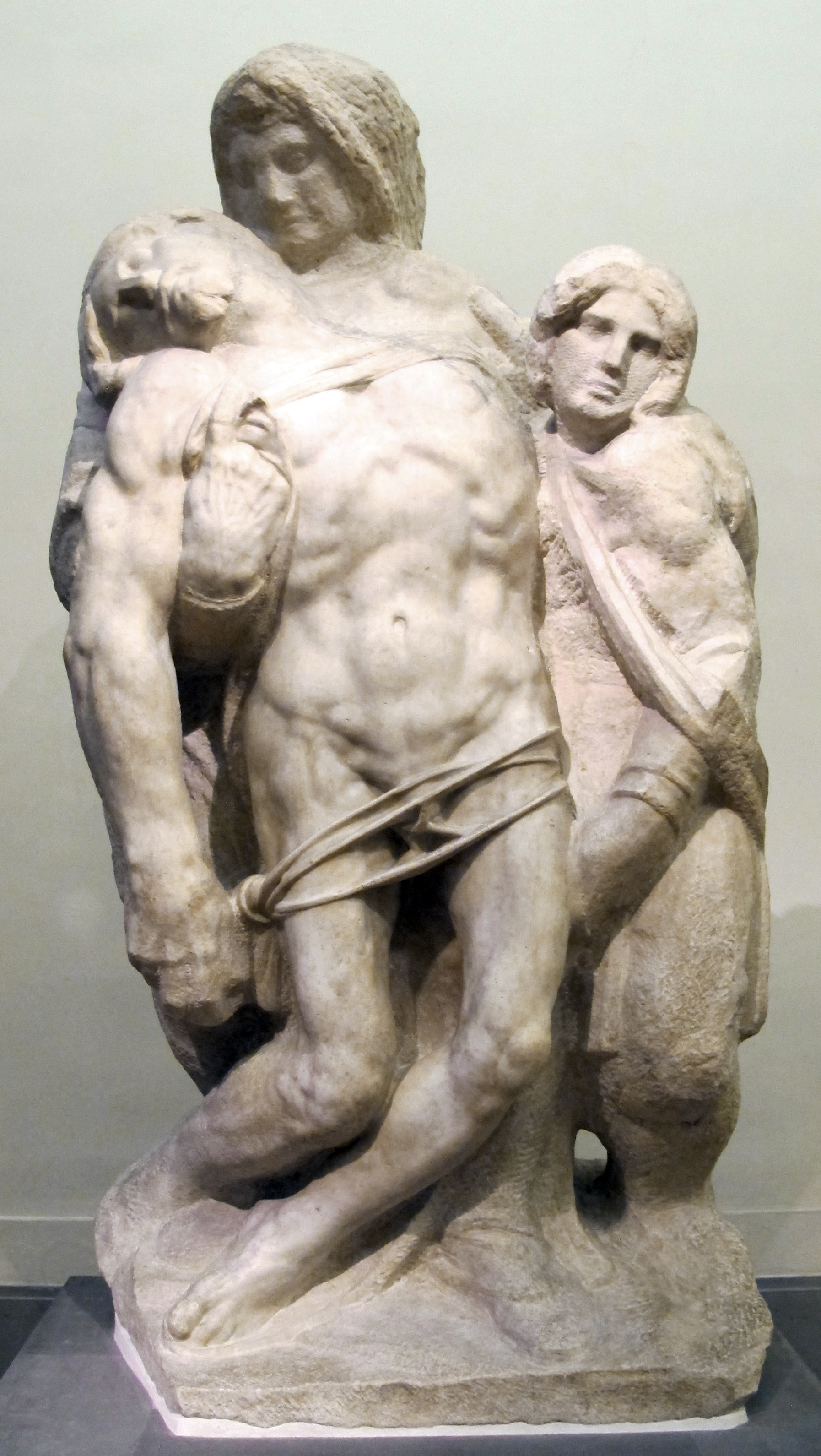
Микеланджело Буонарроти. Пьета Палестрина. Ок. 1555. Мрамор
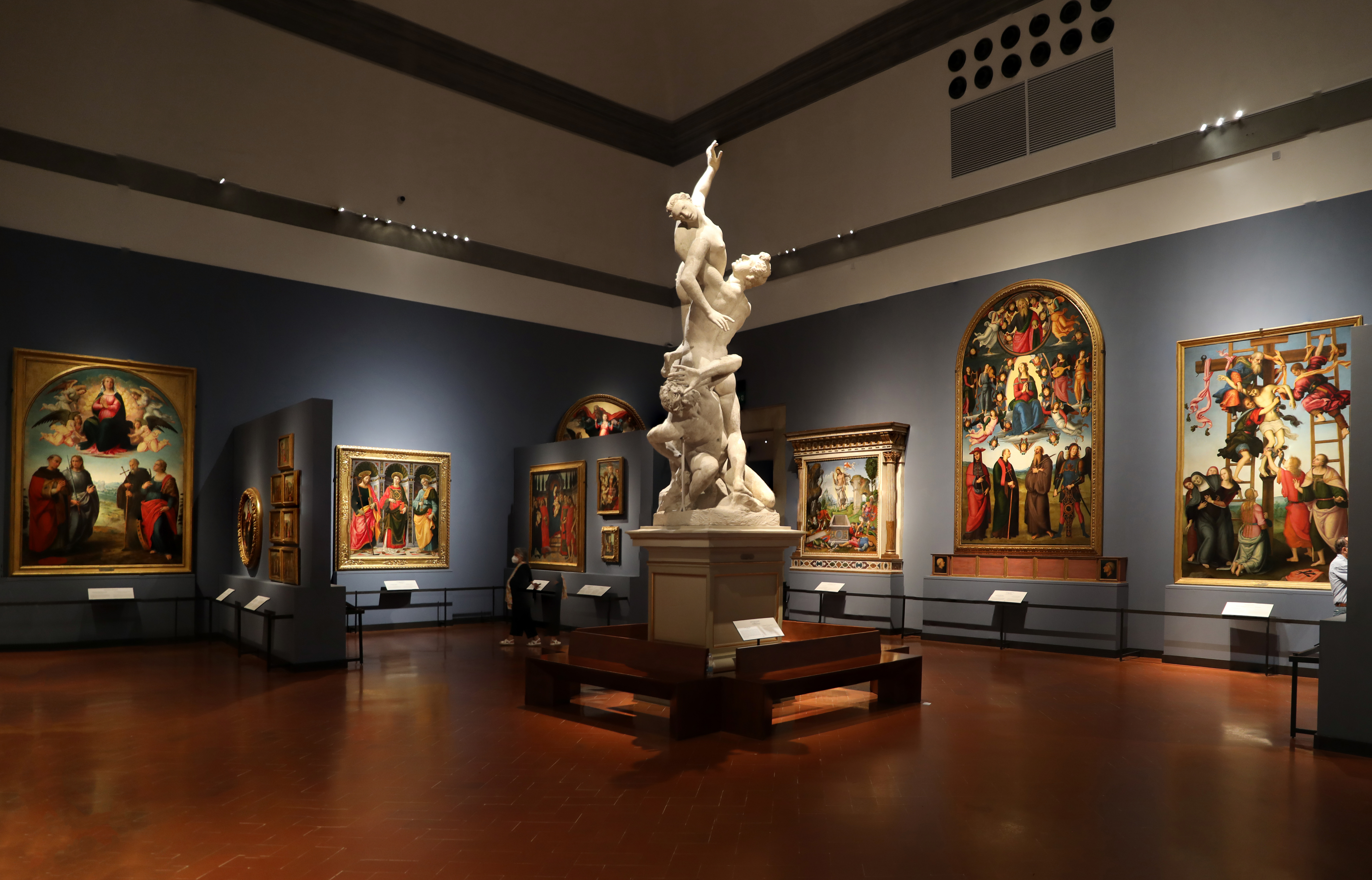
Зал колосса. Джамболонья. Похищение сабинянки. 1583 (гипсовый слепок)
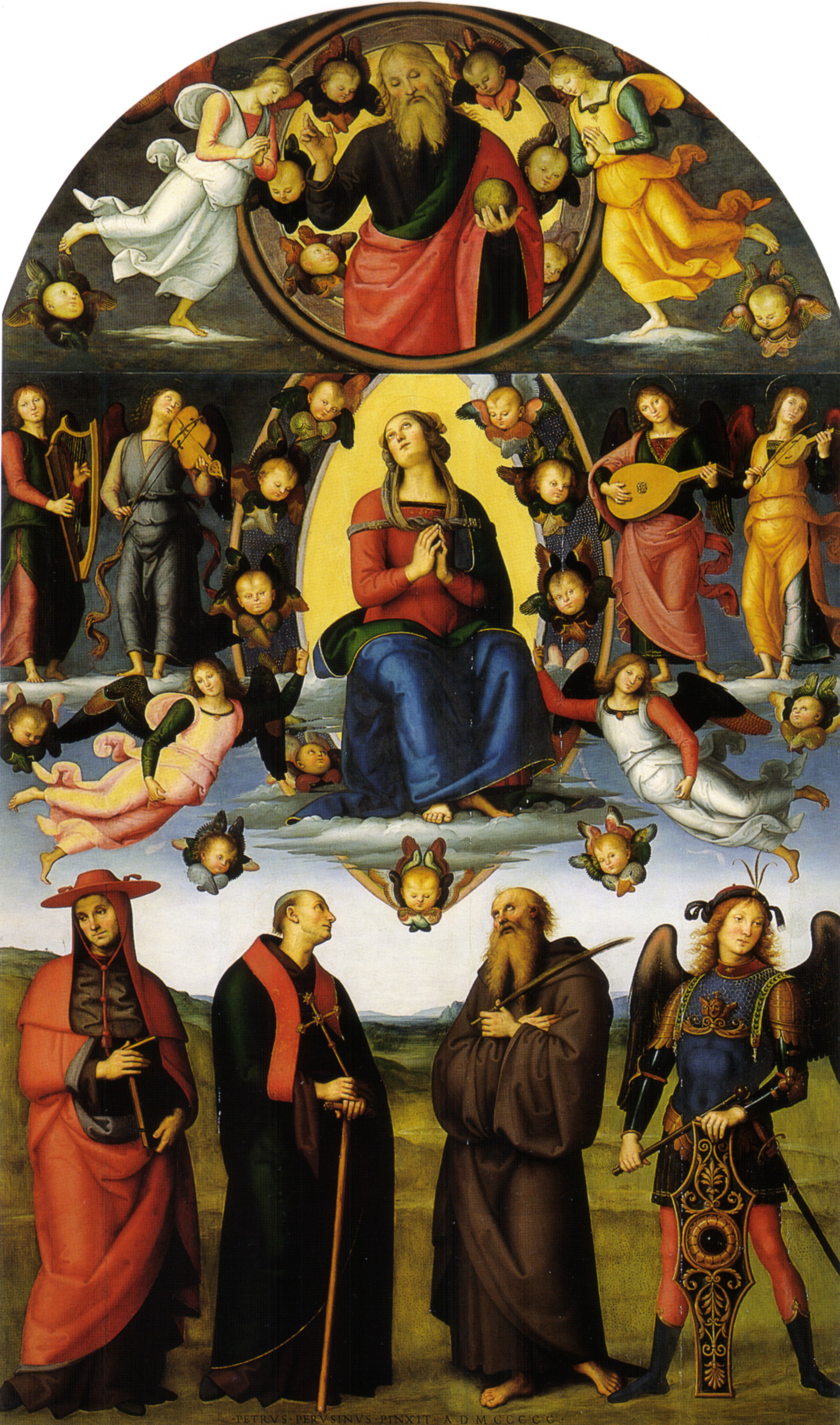
Пьетро Перуджино. Алтарь Валломброза. Вознесение Девы Марии. 1500. Дерево, масло
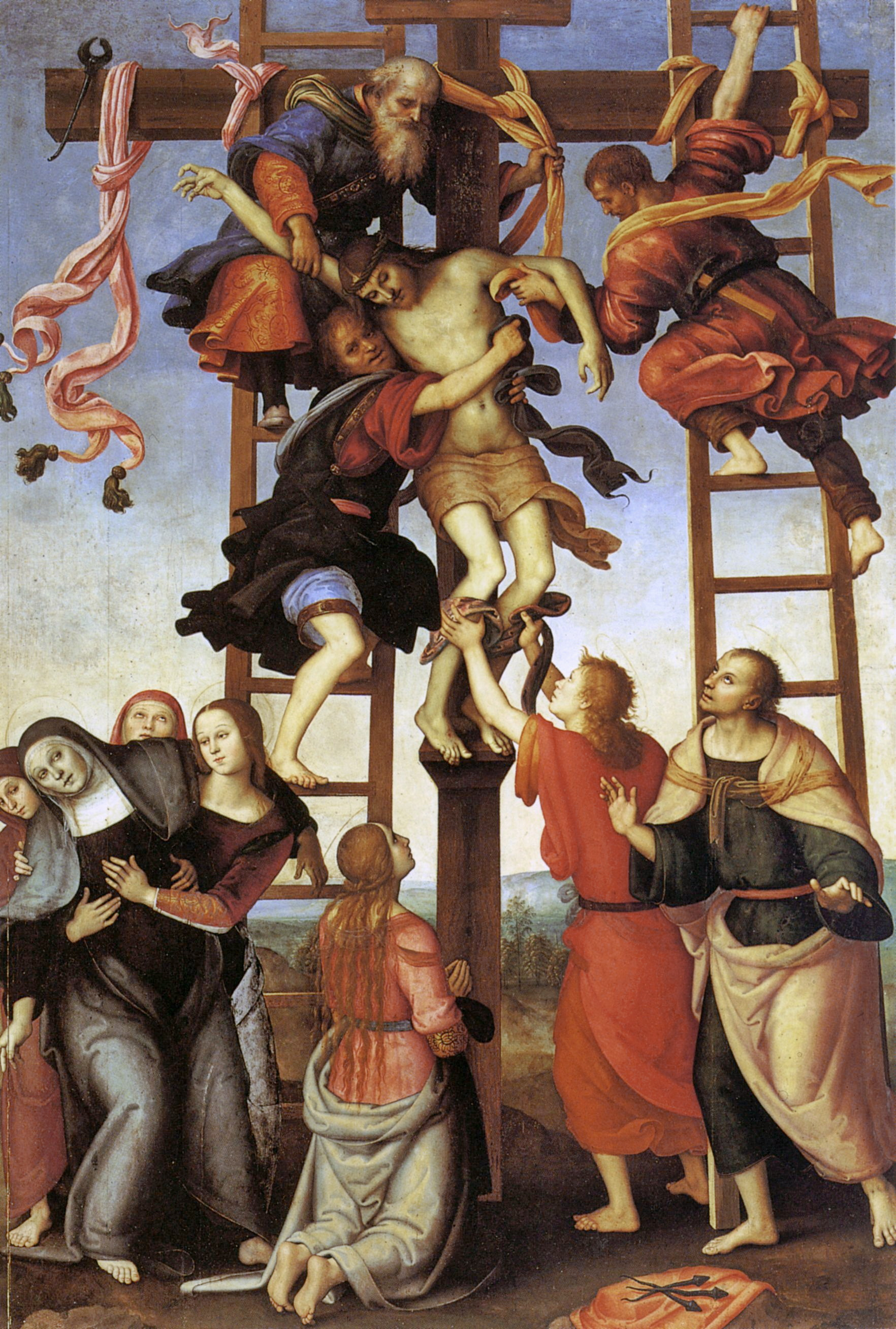
Пьетро Перуджино и Филиппино Липпи. Снятие с креста. Между 1504 и 1507. Дерево, масло
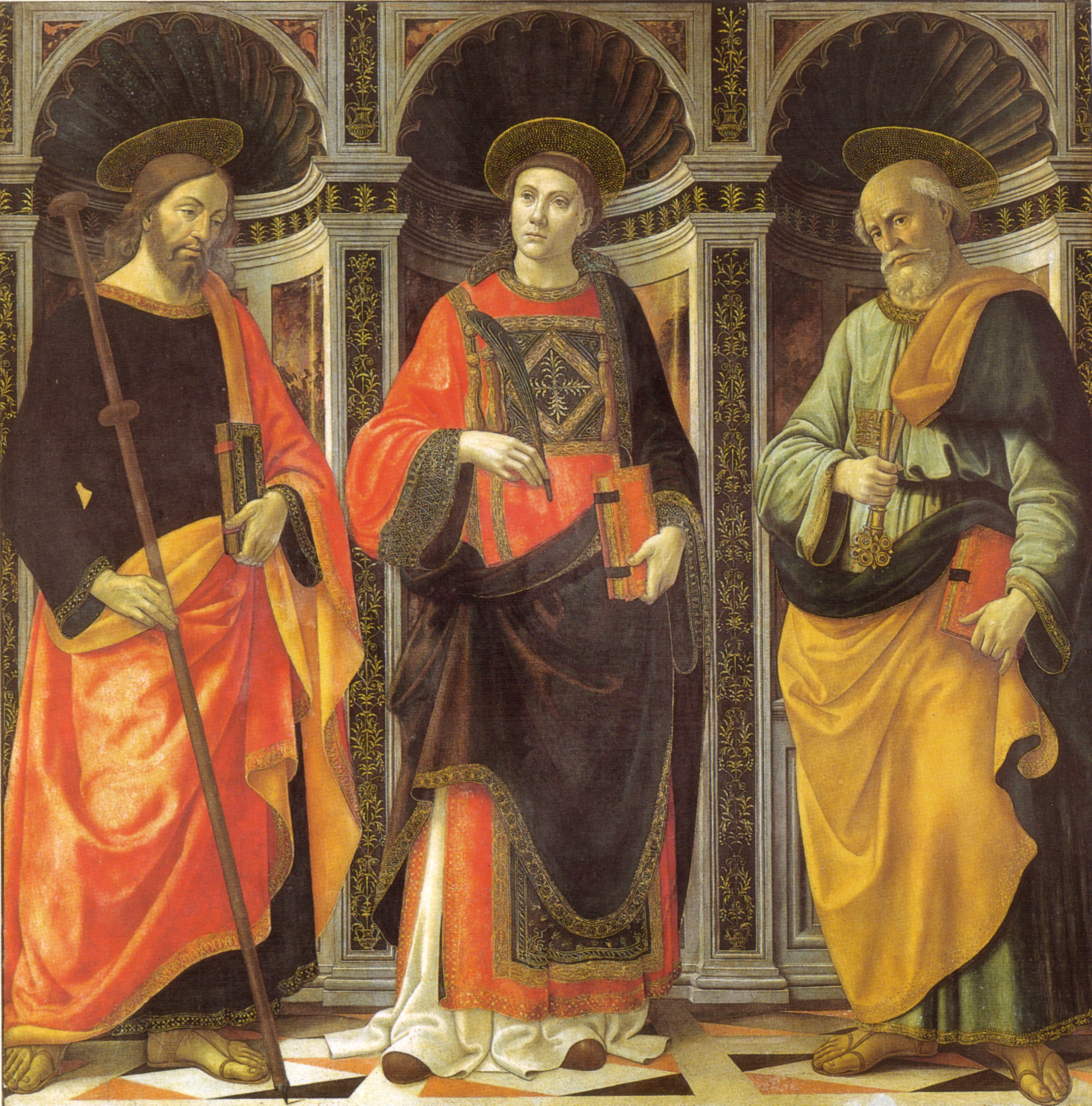
Доменико Гирландайо. Святые Стефан, Иаков и Пётр. 1493. Дерево, масло.
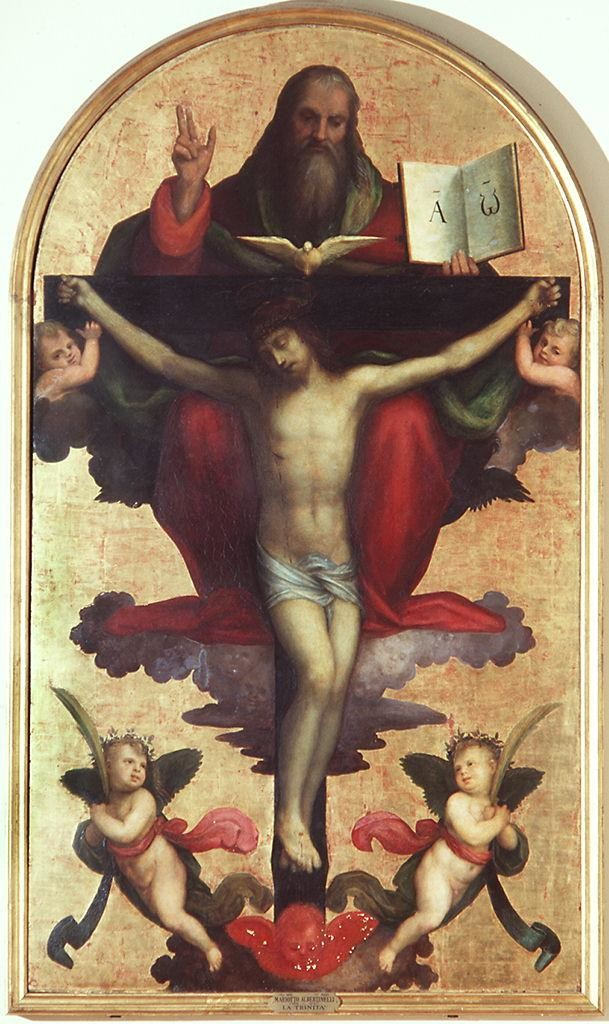
Мариотто Альбертинелли. Святая Троица. Ок. 1500. Дерево, темпера, золочение
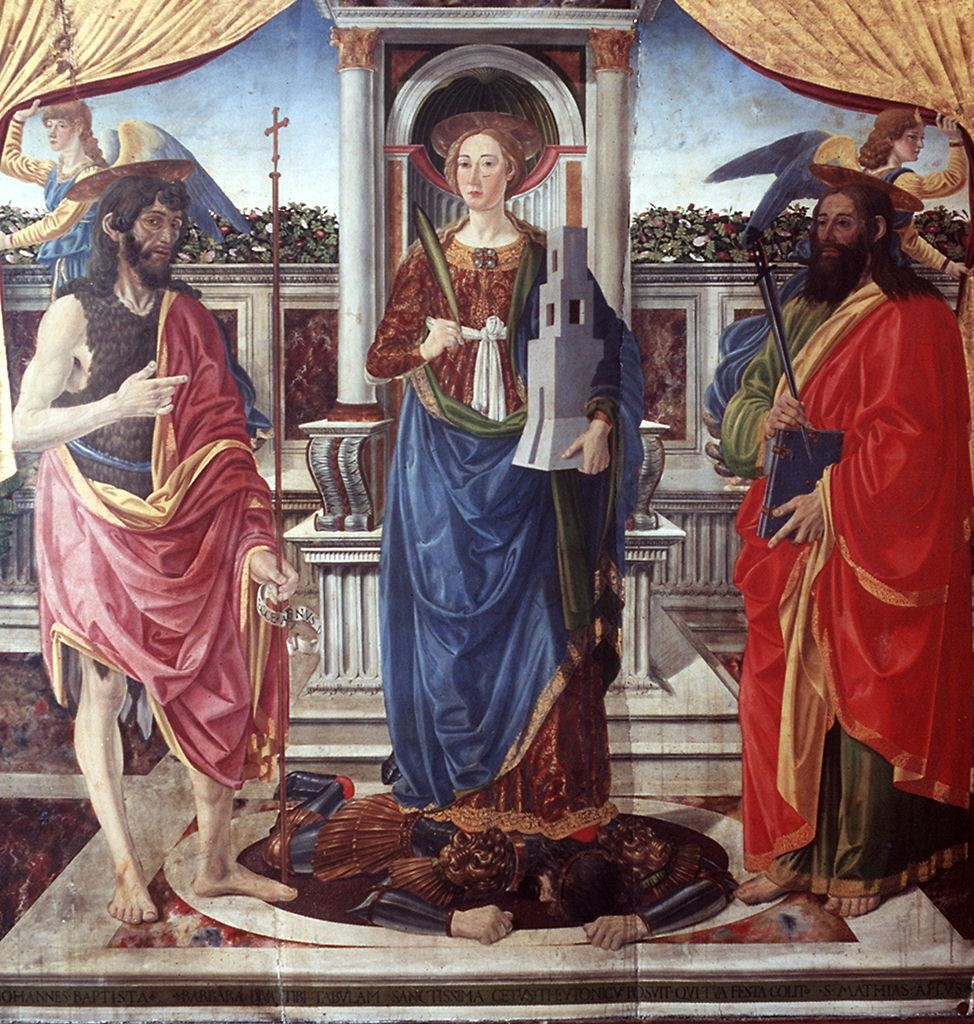
Козимо Росселли. Святые Варвара, Иоанн Креститель и евангелист Матфей. Дерево, темпера
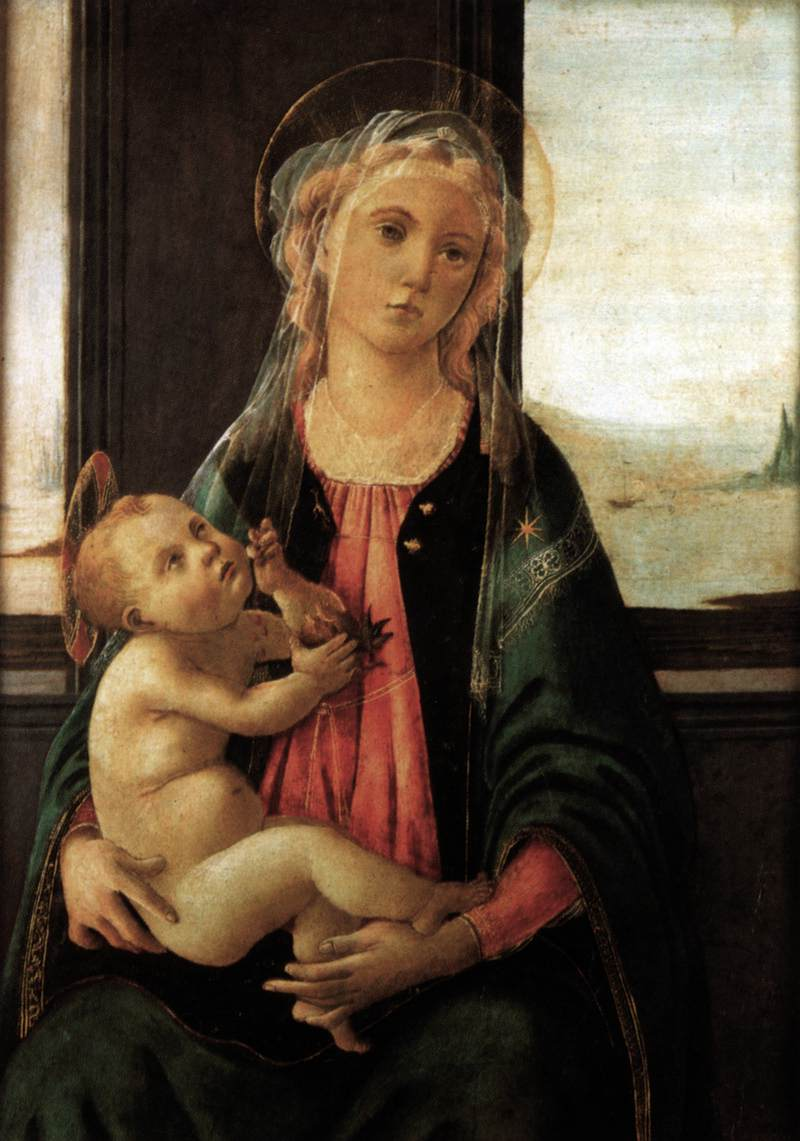
Сандро Боттичелли. Мадонна Морская. Между 1475 и 1480. Дерево, темпера
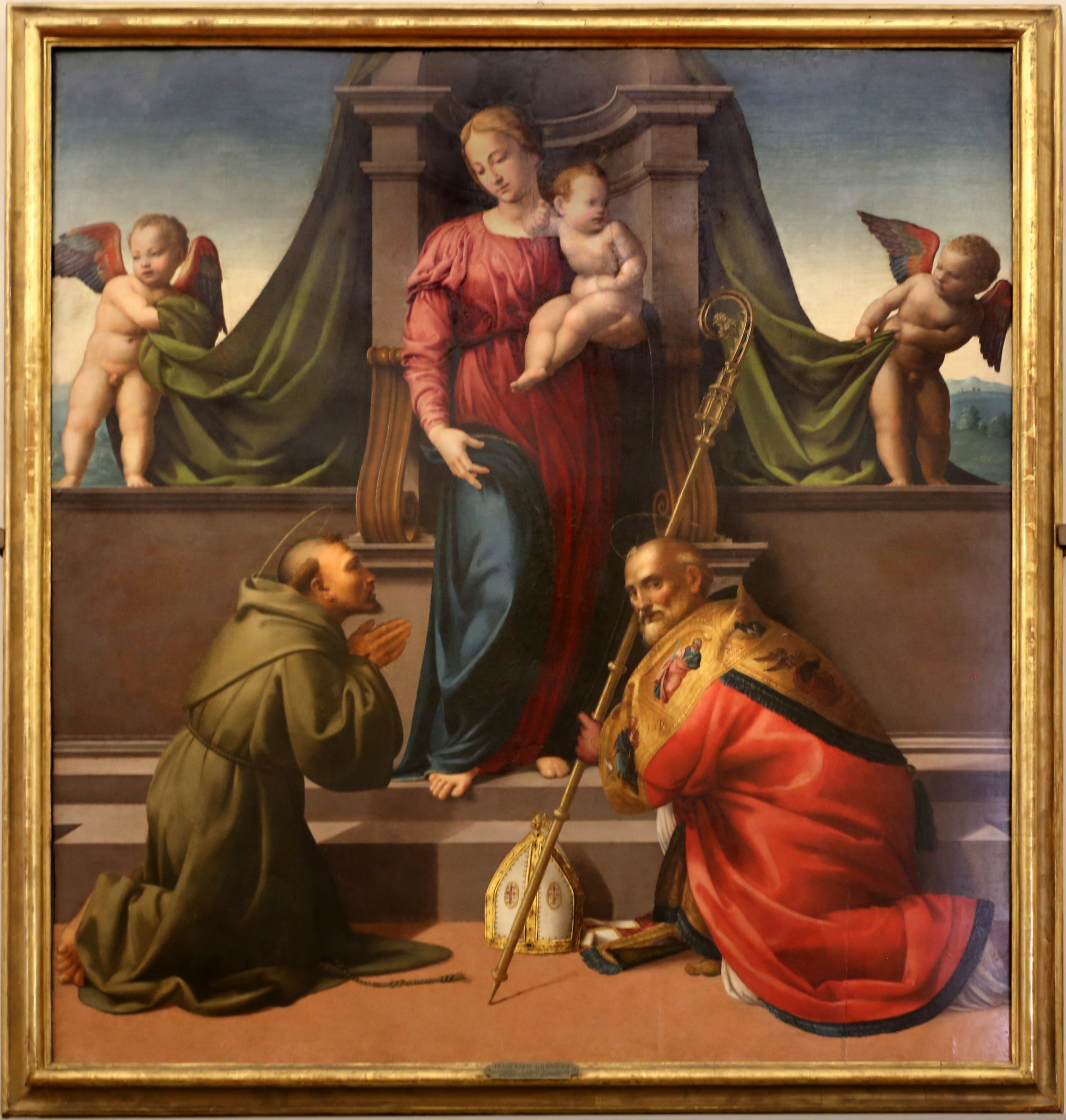
Франческо Граначчи. Мадонна с Младенцем и святыми Франциском и Зиновием Флорентийским. 1508. дерево, масло
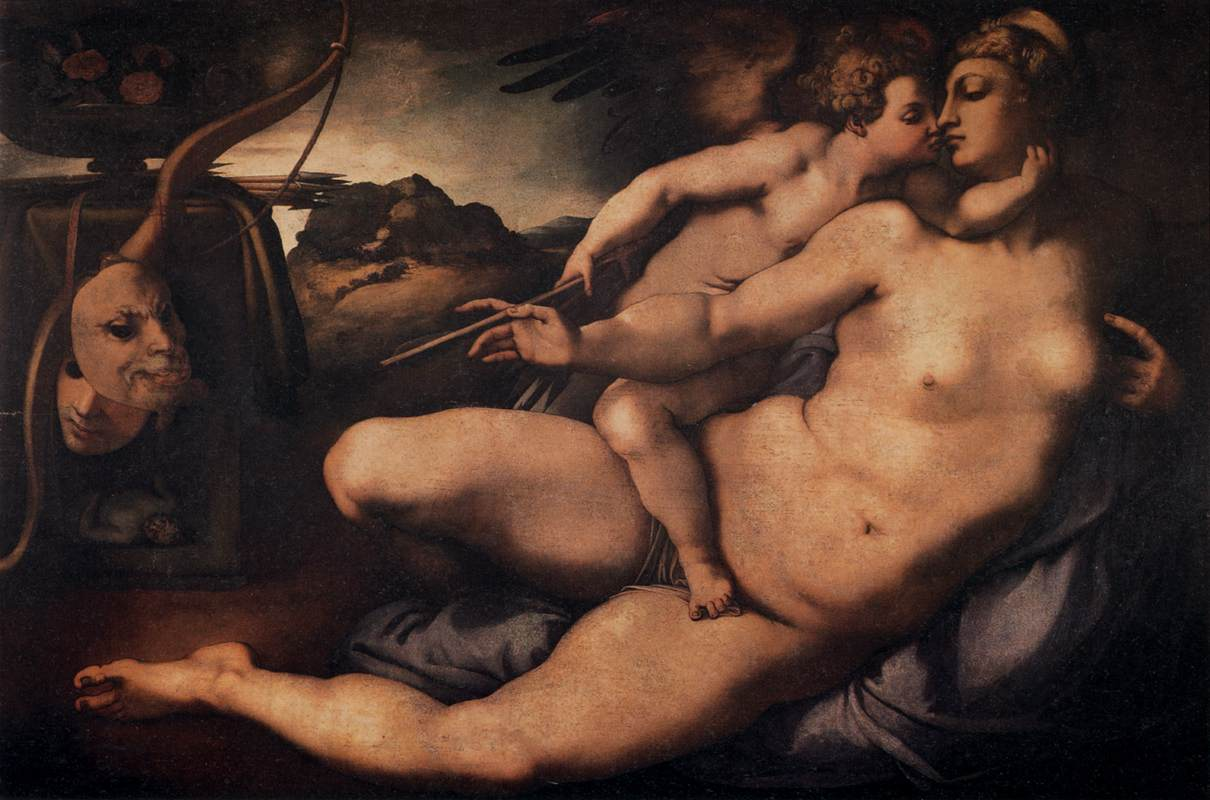
Якопо Понтормо. Венера и Купидон (по картону Микеланджело). Между 1533 и 1534. Дерево, масло